# Taeniochromis holotaenia
Taeniochromis holotaenia es una especie de peces de la familia Cichlidae en el orden de los Perciformes.

## Morfología
Los machos pueden llegar alcanzar los 22 cm de longitud total.

## Alimentación
Come cíclidoss jóvenes y invertebrados.

## Hábitat
Vive en zonas de clima tropical entre 7-61 m de profundidad.

## Distribución geográfica
Se encuentran en África: es una especie endémica del lago Malawi.